# 紫色蠍魚
紫色蠍魚（學名：Scorpis violacea）為輻鰭魚綱日鱸目蠍魚科蠍魚屬的其中一種，傳統上歸類於鱸形目舵魚科。
本魚分布於西南太平洋區，包括澳洲、紐西蘭、豪勛爵島、諾福克島海域，棲息深度可達30公尺，體長可達40公分，棲息在沿海礁石區，可做為食用魚及遊釣魚。